# Johannes Georg Schläpfer

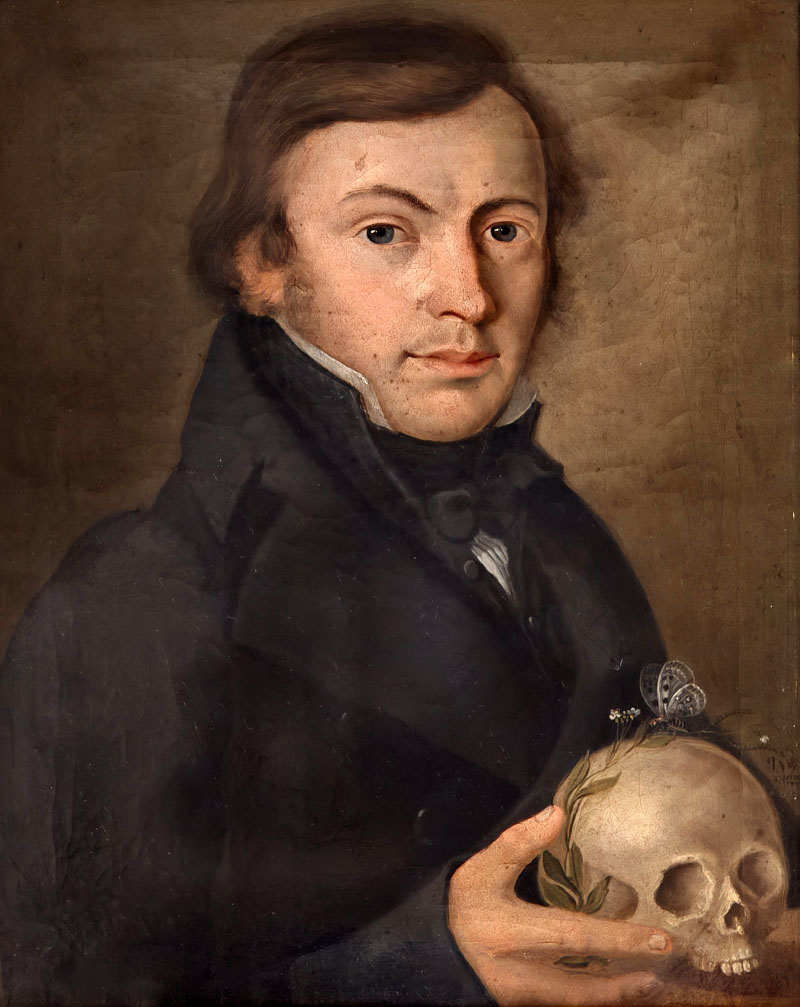
Johannes Georg Schläpfer, Porträt von 1822, Öl auf Leinwand

Johannes Georg Schläpfer (* 6. Februar 1797 in Trogen; † 8. April 1835 ebenda; heimatberechtigt in Trogen) war ein Schweizer Arzt und Naturwissenschaftler aus dem Kanton Appenzell Ausserrhoden.

## Leben
Johannes Georg Schläpfer war ein Sohn von Friedrich Schläpfer und Anna Katharina Rechsteiner. Von 1809 bis 1811 hatte er Privatunterricht in St. Gallen bei Professor Peter Scheitlin und ab 1811 bis 1814 beim St. Galler Arzt Bernhard Wild. Er studierte von 1814 bis 1816 Medizin in Tübingen. Von 1816 bis 1829 führte er eine Arztpraxis in Trogen.
Er war in den Jahren 1817 und 1818 Ratsherr in Trogen sowie Mitglied der kantonalen Sanitätskommission. Nebenher machte er naturwissenschaftliche Studien und Reisen. Diese unternahm er teils in Begleitung des Zeichners Johann Ulrich Fitzi. Er war Initiant eines kantonalen Herbariums. Ab 1817 war er Mitglied der Schweizerischen Naturforschenden Gesellschaft. Ab 1819 gehörte er der Naturforschenden Gesellschaft St. Gallen und der Senckenbergischen Naturforschenden Gesellschaft in Frankfurt am Main an. Im Jahr 1821 heiratete er Johanna Tobler, Tochter von Johannes Tobler, Pfarrer, und Anna Elisabeth Hörler. 1827 verfasste er ein Verzeichnis seiner Naturaliensammlung. Im Jahr 1829 machte er eine naturhistorische Beschreibung des Kantons Appenzell. 1832 schrieb er Reisetagebücher. Ab 1829 besass er das Schloss Werdenberg. Schläpfer schrieb darüber 1829 und 1834 zwei historische Arbeiten.